# Sandra Gasparini
Sandra Gasparini (Vipiteno, 28 novembre 1990) è un'ex slittinista italiana.

## Biografia
Iniziò a gareggiare per la nazionale italiana nelle varie categorie giovanili, ottenendo quali migliori risultati due medaglie, entrambe d'argento, ai campionati mondiali juniores di Igls 2010 ed il quarto posto nella Coppa del Mondo categoria giovani nella stagione 2005/06.
A livello assoluto debuttò in Coppa del Mondo il 18 novembre 2006 a Cesana Torinese, in occasione della tappa iniziale della stagione 2006/07, gara nella quale si piazzò al ventottesimo posto nel singolo; conquistò il primo podio il 4 gennaio 2009 nella gara a squadre a Schönau am Königssee (3ª), e la prima vittoria il 6 gennaio 2012 ancora a Schönau am Königssee e sempre nella gara a squadre. In totale trionfò in tre tappe di coppa (esclusivamente nelle prove a squadre) e in classifica generale, come migliore piazzamento, giunse all'ottavo posto nel singolo nel 2012/13.
Partecipò a due edizioni dei Giochi olimpici invernali: a Vancouver 2010 colse la ventesima piazza nel singolo ed a Soči 2014 concluse in quattordicesima posizione la prova individuale ed al quinto posto la gara a squadre, che fu la sua ultima competizione a livello internazionale.
Prese parte altresì a sei edizioni dei campionati mondiali, aggiudicandosi una medaglia d'argento in quella d'esordio ad Igls 2007 nella gara a squadre, mentre, a livello individuale, conseguì come miglior risultato la nona posizione ad Altenberg 2012; nella speciale classifica all'interno delle competizioni iridate riservata agli under 23 vinse due medaglie di bronzo nel singolo a Cesana Torinese 2011 ed in quella successiva di Altenberg.
Nelle rassegne continentali conquistò una medaglia d'argento e tre di bronzo, tutte nelle prove a squadre ed ottenute rispettivamente ad Oberhof 2013, a Cesana Torinese 2008, a Paramonovo 2012 ed a Sigulda 2014; nelle gare individuali il suo miglior piazzamento fu il sesto posto colto nelle edizioni del 2012 e del 2013.

## Palmarès

### Campionati mondiali
- 1 medaglia:
  - 1 argento (gara a squadre ad Igls 2007).

### Campionati europei
- 3 medaglie:
  - 1 argento (gara a squadre ad Oberhof 2013);
  - 3 bronzi (gara a squadre a Cesana Torinese 2008; gara a squadre a Paramonovo 2012; gara a squadre a Sigulda 2014).

### Campionati mondiali under 23
- 2 medaglie:
  - 2 bronzi (singolo a Cesana Torinese 2011; singolo ad Altenberg 2012).

### Campionati mondiali juniores
- 2 medaglie:
  - 2 argenti (singolo, gara a squadre ad Igls 2010).

### Coppa del Mondo
- Miglior piazzamento in classifica generale nel singolo: 8ª nel 2012/13.
- 17 podi (tutti nelle gare a squadre):
  - 3 vittorie;
  - 4 secondi posti;
  - 10 terzi posti.

#### Coppa del Mondo - vittorie
| Data             | Luogo                | Paese    | Disciplina                                                                   |
| ---------------- | -------------------- | -------- | ---------------------------------------------------------------------------- |
| 6 gennaio 2012   | Schönau am Königssee | Germania | Gara a squadre con Dominik Fischnaller, Christian Oberstolz e Patrick Gruber |
| 19 febbraio 2012 | Sigulda              | Lettonia | Gara a squadre con Armin Zöggeler, Christian Oberstolz e Patrick Gruber      |
| 1º dicembre 2013 | Winterberg           | Germania | Gara a squadre con Dominik Fischnaller, Christian Oberstolz e Patrick Gruber |

### Coppa del Mondo juniores
- Miglior piazzamento in classifica generale nel singolo: 9ª nel 2006/07.

### Coppa del Mondo giovani
- Miglior piazzamento in classifica generale nel singolo: 4ª nel 2005/06.